# سن فلورو
سن فلورو (به ایتالیایی: San Floro) یک کومونه در ایتالیا است که در استان کاتانزارو واقع شده‌است.

## خصوصیات
سن فلورو ۱۸ کیلومترمربع مساحت و ۷۲۶ نفر جمعیت دارد و ۲۶۰ متر بالاتر از سطح دریا واقع شده‌است.